# Pisaura podilensis
Pisaura podilensis is een spinnensoort in de taxonomische indeling van de kraamwebspinnen (Pisauridae).
Het dier behoort tot het geslacht Pisaura. De wetenschappelijke naam van de soort werd voor het eerst geldig gepubliceerd in 1990 door Patel & C. Adinarayana Reddy.